# Trenton (Tennessee)
Trenton is een plaats (city) in de Amerikaanse staat Tennessee, en valt bestuurlijk gezien onder Gibson County.

## Demografie
Bij de volkstelling in 2000 werd het aantal inwoners vastgesteld op 4683.
In 2006 is het aantal inwoners door het United States Census Bureau geschat op 4557, een daling van 126 (-2.7%).

## Geografie
Volgens het United States Census Bureau beslaat de plaats een oppervlakte van
14,4 km², waarvan 14,3 km² land en 0,1 km² water. Trenton ligt op ongeveer 116 m boven zeeniveau.

## Plaatsen in de nabije omgeving
De onderstaande figuur toont nabijgelegen plaatsen in een straal van 20 km rond Trenton.